# تاکشونی
تاکشونی (به مجاری:  Taksony) یک شهرداری در مجارستان است که در ناحیه سیگت‌سنت‌میکلوش واقع شده‌است. تاکشونی ۲۰٫۸۵ کیلومتر مربع مساحت و ۶٬۳۵۲ نفر جمعیت دارد.